# Videle

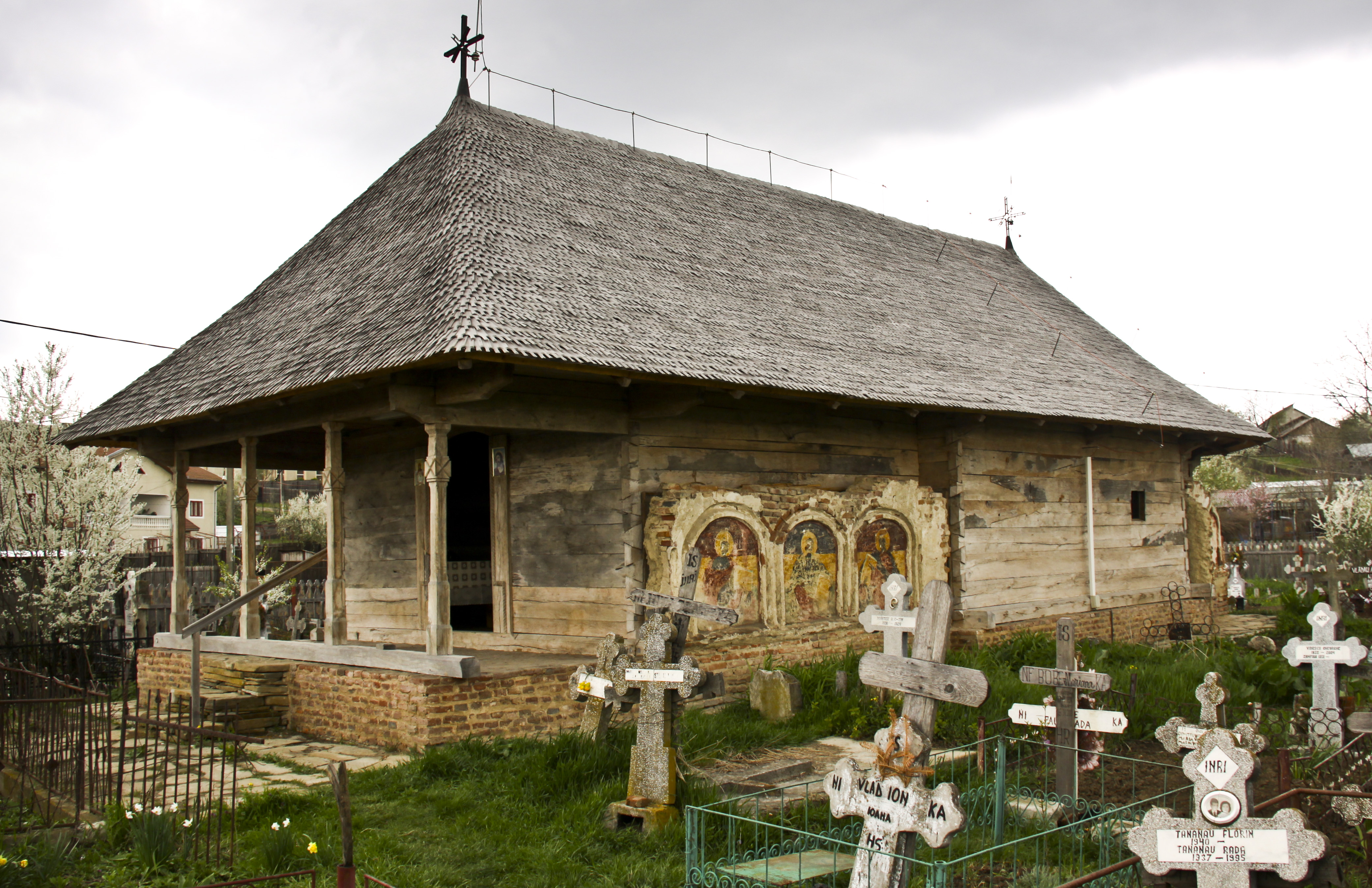
Holzkirche in Videle

Videle ist eine Stadt im Kreis Teleorman in Rumänien.

## Lage
Videle liegt in der Walachischen Tiefebene. Die Kreishauptstadt Alexandria befindet sich etwa 40 km südlich, die Landeshauptstadt Bukarest 50 km nordöstlich.

## Geschichte
Videle war lange  Zeit ein kleines Dorf, das seit etwa 1900 durch die Entdeckung von Erdölvorkommen an Bedeutung gewann. Zu Beginn des 20. Jahrhunderts wurde die Bahnlinie von Giurgiu nach Videle in Betrieb genommen; nach dem Zweiten Weltkrieg wurde der Ort durch die Errichtung der Bahnstrecke von Bukarest über Roșiorii de Vede nach Craiova zum Eisenbahnknotenpunkt. 1968 erhielt Videle den Status einer Stadt. Die wichtigsten Erwerbszweige sind die Landwirtschaft und die Erdölförderung.

## Bevölkerung
Bei der Volkszählung 2002 lebten in der Videle 11.987 Personen, davon etwa 500 im eingemeindeten Ort Coșoaia, die übrigen in der eigentlichen Stadt. 11.537 waren Rumänen und 446 Roma.

## Verkehr
Videle ist ein wichtiger Eisenbahnknotenpunkt im Süden Rumäniens. Am Bahnhof halten auch Schnellzüge; es bestehen gute Verbindungen nach Bukarest, Giurgiu und in den Südwesten des Landes. Es bestehen regelmäßige Busverbindungen unter anderem nach Alexandria.

## Sehenswürdigkeiten
- Holzkirche Cuvioasa Paraschiva 1782 errichtet, steht unter Denkmalschutz.[4]